# Distretto di Pozzuoli
Il distretto di Pozzuoli fu una delle suddivisioni amministrative del Regno delle Due Sicilie, subordinate alla provincia di Napoli, soppressa nel 1860.

## Istituzione e soppressione
Fu costituito con la legge 132 del 1806 Sulla divisione ed amministrazione delle province del Regno, varata l'8 agosto di quell'anno da Giuseppe Bonaparte. Con l'occupazione garibaldina e l'annessione al Regno di Sardegna del 1860, l'ente fu soppresso.

## Suddivisione in circondari
Il distretto era suddiviso in successivi livelli amministrativi gerarchicamente dipendenti dal precedente. Al livello immediatamente successivo, infatti, individuiamo i circondari, che, a loro volta, erano costituiti dai comuni, l'unità di base della struttura politico-amministrativa dello Stato moderno. A questi ultimi potevano far capo i casali, centri a carattere prevalentemente rurale. I circondari del distretto di Pozzuoli ammontavano a cinque ed erano i seguenti:
- Circondario di Pozzuoli:
Pozzuoli (con il casale di Bacoli e l'isola di Nisida), Pianura e Soccavo;
- Circondario di Marano:
Marano e Chiaiano (con i casali di Santa Croce, Polvica e Nazaret);
- Circondario di Procida:
Procida (con il casale di Monte di Procida);
- Circondario di Ischia:
Ischia (con i casali di Campagnano, Chiomano, Vatoliere e Villa de'Bagni), Barano (con i casali di Moropano e Pieio), Serrara (con il casale di Fontana) e Testaccio.
- Circondario di Forio:
Forio (con il casale di Panza), Casamicciola e Lacco;
- Circondario di Ventotene[2]:
Ventotene (con l'isola di Santo Stefano).